# Saison 2018-2019 des Timberwolves du Minnesota
La saison 2018-2019 des Timberwolves du Minnesota est la 30e saison de la franchise en National Basketball Association (NBA).

## Draft
| Tour | Choix | Joueur           | Poste | Nationalité | Provenance                     |
| ---- | ----- | ---------------- | ----- | ----------- | ------------------------------ |
| 1    | 20    | Josh Okogie      | G     | États-Unis  | Yellow Jackets de Georgia Tech |
| 2    | 48    | Keita Bates-Diop | F     | États-Unis  | Buckeyes d'Ohio State          |

## Matchs

### Summer League
| Summer League Total: 3-2 |

| Match | Date match | Équipe   | Score    | Meilleur marqueur     | Meilleur rebondeur   | Meilleur passeur       | Lieux Spectateurs | Série |
| ----- | ---------- | -------- | -------- | --------------------- | -------------------- | ---------------------- | ----------------- | ----- |
| 1     | 6 juillet  | Denver   | D 69-70  | Isaiah Cousins (15)   | Amile Jefferson (14) | Josh Okogie (4)        | Cox Pavilion      | 0 - 1 |
| 2     | 8 juillet  | Toronto  | V 103-92 | Keita Bates-Diop (24) | Amile Jefferson (13) | Jonathan Stark (5)     | Cox Pavilion      | 1 - 1 |
| 3     | 9 juillet  | Brooklyn | V 78-69  | Jared Terrell (13)    | Amile Jefferson (12) | Josh Okogie (4)        | Cox Pavilion      | 2 - 1 |
| 4     | 11 juillet | Détroit  | D 59-64  | Keita Bates-Diop (16) | Amile Jefferson (15) | Jefferson, Terrell (2) | Cox Pavilion      | 2 - 2 |
| 5     | 13 juillet | Denver   | V 83-71  | Bates-Diop, Gray (14) | Amile Jefferson (9)  | Isaiah Cousins (6)     | Cox Pavilion      | 3 - 2 |

### Pré-saison
| Pré-saison Total: 1-4 (Domicile: 0-2; Extérieur: 1-2) |

| Match | Date match   | Équipe          | Score     | Meilleur marqueur       | Meilleur rebondeur      | Meilleur passeur     | Lieux Spectateurs | Série |
| ----- | ------------ | --------------- | --------- | ----------------------- | ----------------------- | -------------------- | ----------------- | ----- |
| 1     | 29 septembre | @ Golden State  | V 114-110 | Jeff Teague (17)        | Gorgui Dieng (8)        | Tyus Jones (4)       | Oracle Arena      | 1 - 0 |
| 2     | 3 octobre    | @ L.A. Clippers | D 101-128 | Karl-Anthony Towns (18) | Dieng, Towns (7)        | Anthony Tolliver (3) | Staples Center    | 1 - 1 |
| 3     | 5 octobre    | Oklahoma City   | D 101-113 | Karl-Anthony Towns (23) | Towns, Wiggins (7)      | Teague, Jones (4)    | Target Center     | 1 - 2 |
| 4     | 7 octobre    | Milwaukee       | D 107-125 | Karl-Anthony Towns (33) | Karl-Anthony Towns (12) | Jeff Teague (7)      | Hilton Coliseum   | 1 - 3 |
| 5     | 12 octobre   | @ Milwaukee     | D 121-143 | Taj Gibson (21)         | Taj Gibson (7)          | Tyus Jones (5)       | Fiserv Forum      | 1 - 4 |

### Saison régulière
| Saison régulière Total: 36-46 (Domicile: 25-16; Extérieur: 11-30) |

| Match | Date match | Équipe        | Score     | Meilleur marqueur       | Meilleur rebondeur      | Meilleur passeur  | Lieux                    | Série |
| ----- | ---------- | ------------- | --------- | ----------------------- | ----------------------- | ----------------- | ------------------------ | ----- |
| 1     | 17 octobre | @ San Antonio | D 108-112 | Jeff Teague (27)        | Taj Gibson (11)         | Jeff Teague (4)   | AT&T Center              | 0 - 1 |
| 2     | 19 octobre | Cleveland     | V 131-123 | Jimmy Butler (33)       | Karl-Anthony Towns (9)  | Derrick Rose (8)  | Target Center            | 1 - 1 |
| 3     | 20 octobre | @ Dallas      | D 136-140 | Karl-Anthony Towns (31) | Dieng, Gibson (6)       | Jeff Teague (9)   | American Airlines Center | 1 - 2 |
| 4     | 22 octobre | Indiana       | V 101-91  | Jimmy Butler (20)       | Karl-Anthony Towns (15) | Jeff Teague (10)  | Target Center            | 2 - 2 |
| 5     | 24 octobre | @ Toronto     | D 105-112 | Jimmy Butler (23)       | Josh Okogie (11)        | Jeff Teague (9)   | Scotiabank Arena         | 2 - 3 |
| 6     | 26 octobre | Milwaukee     | D 95-125  | Karl-Anthony Towns (16) | Towns, Gibson (7)       | Teague, Jones (4) | Target Center            | 2 - 4 |
| 7     | 29 octobre | L.A. Lakers   | V 124-120 | Jimmy Butler (32)       | Karl-Anthony Towns (16) | Derrick Rose (7)  | Target Center            | 3 - 4 |
| 8     | 31 octobre | Utah          | V 128-125 | Derrick Rose (50)       | Karl-Anthony Towns (16) | Derrick Rose (6)  | Target Center            | 4 - 4 |

| Match | Date match  | Équipe           | Score     | Meilleur marqueur       | Meilleur rebondeur      | Meilleur passeur       | Lieux               | Série   |
| ----- | ----------- | ---------------- | --------- | ----------------------- | ----------------------- | ---------------------- | ------------------- | ------- |
| 9     | 2 novembre  | @ Golden State   | D 99-116  | Andrew Wiggins (22)     | Karl-Anthony Towns (11) | Tyus Jones (9)         | Oracle Arena        | 4 - 5   |
| 10    | 4 novembre  | @ Portland       | D 81-111  | Karl-Anthony Towns (23) | Taj Gibson (8)          | Tyus Jones (4)         | Moda Center         | 4 - 6   |
| 11    | 5 novembre  | @ L.A. Clippers  | D 109-120 | Derrick Rose (21)       | Karl-Anthony Towns (12) | Jimmy Butler (5)       | Staples Center      | 4 - 7   |
| 12    | 7 novembre  | @ L.A. Lakers    | D 110-114 | Derrick Rose (31)       | Taj Gibson (11)         | Trois joueurs (5)      | Staples Center      | 4 - 8   |
| 13    | 9 novembre  | @ Sacramento     | D 110-121 | Karl-Anthony Towns (39) | Karl-Anthony Towns (19) | Jimmy Butler (8)       | Golden 1 Center     | 4 - 9   |
| 14    | 12 novembre | Brooklyn         | V 120-113 | Karl-Anthony Towns (25) | Karl-Anthony Towns (21) | Jeff Teague (11)       | Target Center       | 5 - 9   |
| 15    | 14 novembre | Nouvelle-Orléans | V 107-100 | Karl-Anthony Towns (25) | Karl-Anthony Towns (16) | Jeff Teague (14)       | Target Center       | 6 - 9   |
| 16    | 16 novembre | Portland         | V 112-96  | Andrew Wiggins (23)     | Karl-Anthony Towns (9)  | Jeff Teague (7)        | Target Center       | 7 - 9   |
| 17    | 17 novembre | Memphis          | D 87-100  | Derrick Rose (18)       | Karl-Anthony Towns (20) | Trois joueurs (4)      | Target Center       | 7 - 10  |
| 18    | 21 novembre | Denver           | D 101-103 | Karl-Anthony Towns (22) | Trois joueurs (7)       | Jeff Teague (8)        | Target Center       | 7 - 11  |
| 19    | 22 novembre | @ Brooklyn       | V 112-102 | Derrick Rose (25)       | Taj Gibson (11)         | Jeff Teague (9)        | Barclays Center     | 8 - 11  |
| 20    | 24 novembre | Chicago          | V 111-96  | Karl-Anthony Towns (35) | Karl-Anthony Towns (22) | Karl-Anthony Towns (6) | Target Center       | 9 - 11  |
| 21    | 26 novembre | @ Cleveland      | V 102-95  | Robert Covington (24)   | Karl-Anthony Towns (10) | Jeff Teague (6)        | Quicken Loans Arena | 10 - 11 |
| 22    | 28 novembre | San Antonio      | V 128-89  | Robert Covington (21)   | Karl-Anthony Towns (11) | Jeff Teague (9)        | Target Center       | 11 - 11 |

| Match | Date match   | Équipe             | Score          | Meilleur marqueur       | Meilleur rebondeur      | Meilleur passeur       | Lieux                      | Série   |
| ----- | ------------ | ------------------ | -------------- | ----------------------- | ----------------------- | ---------------------- | -------------------------- | ------- |
| 23    | 1er décembre | Boston             | D 109-118      | Derrick Rose (26)       | Robert Covington (10)   | Jeff Teague (6)        | Target Center              | 11 - 12 |
| 24    | 3 décembre   | Houston            | V 103-91       | Karl-Anthony Towns (24) | Gibson, Towns (11)      | Jeff Teague (7)        | Target Center              | 12 - 12 |
| 25    | 5 décembre   | Charlotte          | V 121-104      | Karl-Anthony Towns (35) | Karl-Anthony Towns (12) | Jeff Teague (18)       | Target Center              | 13 - 12 |
| 26    | 8 décembre   | @ Portland         | D 105-113      | Andrew Wiggins (20)     | Karl-Anthony Towns (10) | Derrick Rose (9)       | Moda Center                | 13 - 13 |
| 27    | 10 décembre  | @ Golden State     | D 108-116      | Karl-Anthony Towns (31) | Karl-Anthony Towns (11) | Jeff Teague (11)       | Oracle Arena               | 13 - 14 |
| 28    | 12 décembre  | @ Sacramento       | D 130-141      | Andrew Wiggins (25)     | Karl-Anthony Towns (11) | Jeff Teague (13)       | Golden 1 Center            | 13 - 15 |
| 29    | 15 décembre  | @ Phoenix          | D 99-107       | Karl-Anthony Towns (28) | Karl-Anthony Towns (12) | Jeff Teague (11)       | Talking Stick Resort Arena | 13 - 16 |
| 30    | 17 décembre  | Sacramento         | V 132-105      | Andrew Wiggins (17)     | Karl-Anthony Towns (14) | Derrick Rose (11)      | Target Center              | 14 - 16 |
| 31    | 19 décembre  | Détroit            | D 123-129 (OT) | Derrick Rose (33)       | Gibson, Towns (8)       | Derrick Rose (7)       | Target Center              | 14 - 17 |
| 32    | 21 décembre  | @ San Antonio      | D 98-124       | Andrew Wiggins (15)     | Covington, Gibson (7)   | Šarić, Towns (4)       | AT&T Center                | 14 - 18 |
| 33    | 23 décembre  | @ Oklahoma City    | V 114-112      | Andrew Wiggins (30)     | Dario Šarić (8)         | Karl-Anthony Towns (6) | Chesapeake Energy Arena    | 15 - 18 |
| 34    | 26 décembre  | @ Chicago          | V 119-94       | Derrick Rose (24)       | Karl-Anthony Towns (20) | Derrick Rose (8)       | United Center              | 16 - 18 |
| 35    | 28 décembre  | Atlanta            | D 120-123 (OT) | Karl-Anthony Towns (31) | Karl-Anthony Towns (19) | Derrick Rose (9)       | Target Center              | 16 - 19 |
| 36    | 30 décembre  | @ Miami            | V 113-104      | Karl-Anthony Towns (34) | Karl-Anthony Towns (18) | Karl-Anthony Towns (7) | American Airlines Arena    | 17 - 19 |
| 37    | 31 décembre  | @ Nouvelle-Orléans | D 114-123      | Karl-Anthony Towns (28) | Karl-Anthony Towns (17) | Tyus Jones (13)        | Smoothie King Center       | 17 - 20 |

| Match | Date match | Équipe           | Score        | Meilleur marqueur       | Meilleur rebondeur      | Meilleur passeur       | Lieux                      | Série   |
| ----- | ---------- | ---------------- | ------------ | ----------------------- | ----------------------- | ---------------------- | -------------------------- | ------- |
| 38    | 2 janvier  | @ Boston         | D 102-115    | Andrew Wiggins (31)     | Karl-Anthony Towns (12) | Tyus Jones (9)         | TD Garden                  | 17 - 21 |
| 39    | 4 janvier  | Orlando          | V 120-103    | Karl-Anthony Towns (29) | Karl-Anthony Towns (15) | Jeff Teague (10)       | Target Center              | 18 - 21 |
| 40    | 5 janvier  | L.A. Lakers      | V 108-86     | Towns, Wiggins (28)     | Karl-Anthony Towns (18) | Jeff Teague (11)       | Target Center              | 19 - 21 |
| 41    | 8 janvier  | @ Oklahoma City  | V 119-117    | Andrew Wiggins (40)     | Andrew Wiggins (10)     | Jeff Teague (5)        | Chesapeake Energy Arena    | 20 - 21 |
| 42    | 11 janvier | Dallas           | D 115-119    | Karl-Anthony Towns (30) | Taj Gibson (15)         | Tyus Jones (7)         | Target Center              | 20 - 22 |
| 43    | 12 janvier | Nouvelle-Orléans | V 110-106    | Karl-Anthony Towns (27) | Karl-Anthony Towns (27) | Jeff Teague (10)       | Target Center              | 21 - 22 |
| 44    | 15 janvier | @ Philadelphie   | D 107-149    | Derrick Rose (15)       | Gorgui Dieng (9)        | Derrick Rose (4)       | Wells Fargo Center         | 21 - 23 |
| 45    | 18 janvier | San Antonio      | D 113-116    | Rose, Towns (23)        | Taj Gibson (11)         | Rose, Teague (6)       | Target Center              | 21 - 24 |
| 46    | 20 janvier | Phoenix          | V 116-114    | Derrick Rose (31)       | Karl-Anthony Towns (12) | Jeff Teague (8)        | Target Center              | 22 - 24 |
| 47    | 22 janvier | @ Phoenix        | V 118-91     | Karl-Anthony Towns (25) | Karl-Anthony Towns (18) | Bayless, Towns (7)     | Talking Stick Resort Arena | 23 - 24 |
| 48    | 24 janvier | @ L.A. Lakers    | V 120-105    | Karl-Anthony Towns (27) | Karl-Anthony Towns (12) | Jerryd Bayless (8)     | Staples Center             | 24 - 24 |
| 49    | 25 janvier | @ Utah           | D 102-106    | Karl-Anthony Towns (33) | Andrew Wiggins (11)     | Jerryd Bayless (5)     | Vivint Smart Home Arena    | 24 - 25 |
| 50    | 27 janvier | Utah             | D 111-125    | Andrew Wiggins (35)     | Dario Šarić (11)        | Karl-Anthony Towns (7) | Target Center              | 24 - 26 |
| 51    | 30 janvier | Memphis          | V 99-97 (OT) | Jerryd Bayless (19)     | Karl-Anthony Towns (10) | Jerryd Bayless (12)    | Target Center              | 25 - 26 |

| Match                  | Date match | Équipe             | Score     | Meilleur marqueur       | Meilleur rebondeur      | Meilleur passeur    | Lieux                   | Série   |
| ---------------------- | ---------- | ------------------ | --------- | ----------------------- | ----------------------- | ------------------- | ----------------------- | ------- |
| 52                     | 2 février  | Denver             | D 106-107 | Karl-Anthony Towns (31) | Karl-Anthony Towns (12) | Jerryd Bayless (10) | Target Center           | 25 - 27 |
| 53                     | 5 février  | @ Memphis          | D 106-108 | Karl-Anthony Towns (26) | Karl-Anthony Towns (18) | Jerryd Bayless (8)  | FedExForum              | 25 - 28 |
| 54                     | 7 février  | @ Orlando          | D 112-122 | Karl-Anthony Towns (27) | Karl-Anthony Towns (11) | Isaiah Canaan (6)   | Amway Center            | 25 - 29 |
| 55                     | 8 février  | @ Nouvelle-Orléans | D 117-122 | Karl-Anthony Towns (32) | Andrew Wiggins (10)     | Andrew Wiggins (7)  | Smoothie King Center    | 25 - 30 |
| 56                     | 11 février | L.A. Clippers      | V 130-120 | Karl-Anthony Towns (24) | Karl-Anthony Towns (10) | Jeff Teague (10)    | Target Center           | 26 - 30 |
| 57                     | 13 février | Houston            | V 121-111 | Jeff Teague (27)        | Karl-Anthony Towns (9)  | Jeff Teague (12)    | Target Center           | 27 - 30 |
| NBA All-Star Game 2019 |            |                    |           |                         |                         |                     |                         |         |
| 58                     | 22 février | @ New York         | V 115-104 | Derrick Rose (20)       | Taj Gibson (10)         | Jeff Teague (11)    | Madison Square Garden   | 28 - 30 |
| 59                     | 23 février | @ Milwaukee        | D 128-140 | Derrick Rose (23)       | Andrew Wiggins (9)      | Tyus Jones (9)      | Fiserv Forum            | 28 - 31 |
| 60                     | 25 février | Sacramento         | V 112-105 | Karl-Anthony Towns (34) | Karl-Anthony Towns (21) | Tyus Jones (8)      | Target Center           | 29 - 31 |
| 61                     | 27 février | @ Atlanta          | D 123-131 | Karl-Anthony Towns (37) | Karl-Anthony Towns (18) | Tyus Jones (11)     | State Farm Arena        | 29 - 32 |
| 62                     | 28 février | @ Indiana          | D 115-122 | Karl-Anthony Towns (42) | Karl-Anthony Towns (17) | Jeff Teague (5)     | Bankers Life Fieldhouse | 29 - 33 |

| Match | Date match | Équipe        | Score          | Meilleur marqueur       | Meilleur rebondeur      | Meilleur passeur       | Lieux                   | Série   |
| ----- | ---------- | ------------- | -------------- | ----------------------- | ----------------------- | ---------------------- | ----------------------- | ------- |
| 63    | 3 mars     | @ Washington  | D 121-135      | Karl-Anthony Towns (28) | Gibson, Towns (10)      | Jeff Teague (8)        | Capital One Arena       | 29 - 34 |
| 64    | 5 mars     | Oklahoma City | V 131-120      | Karl-Anthony Towns (41) | Karl-Anthony Towns (14) | Jeff Teague (12)       | Target Center           | 30 - 34 |
| 65    | 6 mars     | @ Détroit     | D 114-131      | Karl-Anthony Towns (24) | Dario Šarić (7)         | Jeff Teague (8)        | Little Caesars Arena    | 30 - 35 |
| 66    | 9 mars     | Washington    | V 135-130 (OT) | Karl-Anthony Towns (40) | Karl-Anthony Towns (16) | Jeff Teague (8)        | Target Center           | 31 - 35 |
| 67    | 10 mars    | New York      | V 103-92       | Taj Gibson (25)         | Taj Gibson (8)          | Jeff Teague (10)       | Target Center           | 32 - 35 |
| 68    | 12 mars    | @ Denver      | D 107-133      | Karl-Anthony Towns (34) | Karl-Anthony Towns (10) | Trois joueurs (4)      | Pepsi Center            | 32 - 36 |
| 69    | 14 mars    | @ Utah        | D 100-120      | Karl-Anthony Towns (26) | Karl-Anthony Towns (12) | Tyus Jones (9)         | Vivint Smart Home Arena | 32 - 37 |
| 70    | 17 mars    | @ Houston     | D 102-117      | Karl-Anthony Towns (22) | Gibson, Towns (10)      | Karl-Anthony Towns (6) | Toyota Center           | 32 - 38 |
| 71    | 19 mars    | Golden State  | D 107-117      | Karl-Anthony Towns (26) | Karl-Anthony Towns (21) | Tyus Jones (7)         | Target Center           | 32 - 39 |
| 72    | 21 mars    | @ Charlotte   | D 106-113      | Karl-Anthony Towns (21) | Karl-Anthony Towns (16) | Tyus Jones (7)         | Spectrum Center         | 32 - 40 |
| 73    | 23 mars    | @ Memphis     | V 112-99       | Karl-Anthony Towns (33) | Karl-Anthony Towns (23) | Tyus Jones (9)         | FedExForum              | 33 - 40 |
| 74    | 26 mars    | L.A. Clippers | D 111-122      | Karl-Anthony Towns (24) | Karl-Anthony Towns (13) | Tyus Jones (8)         | Target Center           | 33 - 41 |
| 75    | 29 mars    | Golden State  | V 131-130 (OT) | Andrew Wiggins (24)     | Karl-Anthony Towns (13) | Karl-Anthony Towns (7) | Target Center           | 34 - 41 |
| 76    | 30 mars    | Philadelphie  | D 109-118      | Andrew Wiggins (24)     | Karl-Anthony Towns (7)  | Jerryd Bayless (7)     | Target Center           | 34 - 42 |

| Match | Date match | Équipe        | Score     | Meilleur marqueur       | Meilleur rebondeur      | Meilleur passeur   | Lieux                    | Série   |
| ----- | ---------- | ------------- | --------- | ----------------------- | ----------------------- | ------------------ | ------------------------ | ------- |
| 77    | 1er avril  | Portland      | D 122-132 | Andrew Wiggins (21)     | Karl-Anthony Towns (12) | Tyus Jones (10)    | Target Center            | 34 - 43 |
| 78    | 3 avril    | @ Dallas      | V 110-108 | Karl-Anthony Towns (28) | Karl-Anthony Towns (13) | Andrew Wiggins (7) | American Airlines Center | 35 - 43 |
| 79    | 5 avril    | Miami         | V 111-109 | Dieng, Šarić (19)       | Karl-Anthony Towns (12) | Bayless, Šarić (5) | Target Center            | 36 - 43 |
| 80    | 7 avril    | Oklahoma City | D 126-132 | Karl-Anthony Towns (35) | Karl-Anthony Towns (7)  | Tyus Jones (13)    | Target Center            | 36 - 44 |
| 81    | 9 avril    | Toronto       | D 100-120 | Gorgui Dieng (16)       | Dario Šarić (9)         | Tyus Jones (10)    | Target Center            | 36 - 45 |
| 82    | 10 avril   | @ Denver      | D 95-99   | Andrew Wiggins (25)     | Gorgui Dieng (11)       | Tyus Jones (8)     | Pepsi Center             | 36 - 46 |

### Confrontations en saison régulière
| Conférence Est      | Conférence Est                            | Conférence Est                            | Conférence Ouest                          | Conférence Ouest                          | Conférence Ouest                          | Conférence Ouest                          | Conférence Ouest                          |
| Division Atlantique | Division Atlantique                       | Division Atlantique                       | Division Nord-Ouest                       | Division Nord-Ouest                       | Division Nord-Ouest                       | Division Nord-Ouest                       | Division Nord-Ouest                       |
| Équipe              | Domicile                                  | Extérieur                                 | Équipe                                    | Domicile                                  | Domicile                                  | Extérieur                                 | Extérieur                                 |
| ------------------- | ----------------------------------------- | ----------------------------------------- | ----------------------------------------- | ----------------------------------------- | ----------------------------------------- | ----------------------------------------- | ----------------------------------------- |
| Boston              | 109-118                                   | 102-115                                   | Denver                                    | 101-103                                   | 106-107                                   | 107-133                                   | 95-99                                     |
| Brooklyn            | 120-113                                   | 112-102                                   |                                           |                                           |                                           |                                           |                                           |
| New York            | 103-92                                    | 115-104                                   | Oklahoma City                             | 131-120                                   | 126-132                                   | 114-112                                   | 119-117                                   |
| Philadelphie        | 109-118                                   | 107-149                                   | Portland                                  | 112-96                                    | 122-132                                   | 81-111                                    | 105-113                                   |
| Toronto             | 100-120                                   | 105-112                                   | Utah                                      | 128-125                                   | 111-125                                   | 102-106                                   | 100-120                                   |
|                     | 2–3                                       | 2–2                                       |                                           | 3–5                                       | 3–5                                       | 2–6                                       | 2–6                                       |
| Division            | 4–6                                       | 4–6                                       | Division                                  | 5–11                                      | 5–11                                      | 5–11                                      | 5–11                                      |
| Division Atlantique | Division Atlantique                       | Division Atlantique                       | Division Nord-Ouest                       | Division Nord-Ouest                       | Division Nord-Ouest                       | Division Nord-Ouest                       | Division Nord-Ouest                       |
| Équipe              | Domicile                                  | Extérieur                                 | Équipe                                    | Domicile                                  | Domicile                                  | Extérieur                                 | Extérieur                                 |
| Chicago             | 111-96                                    | 119-94                                    | Golden State                              | 107-117                                   | 131-130 (OT)                              | 99-116                                    | 108-116                                   |
| Cleveland           | 131-123                                   | 102-95                                    | L.A. Clippers                             | 130-120                                   | 111-122                                   | 109-120                                   |                                           |
| Detroit             | 123-129 (OT)                              | 114-131                                   | L.A. Lakers                               | 124-120                                   | 108-86                                    | 110-114                                   | 120-105                                   |
| Indiana             | 101-91                                    | 115-122                                   | Phoenix                                   | 116-114                                   |                                           | 99-107                                    | 118-91                                    |
| Milwaukee           | 95-125                                    | 128-140                                   | Sacramento                                | 132-105                                   | 112-105                                   | 110-121                                   | 130-141                                   |
|                     | 3–2                                       | 2–3                                       |                                           | 7–2                                       | 7–2                                       | 2–7                                       | 2–7                                       |
| Division            | 5–5                                       | 5–5                                       | Division                                  | 9–9                                       | 9–9                                       | 9–9                                       | 9–9                                       |
| Division Atlantique | Division Atlantique                       | Division Atlantique                       | Division Nord-Ouest                       | Division Nord-Ouest                       | Division Nord-Ouest                       | Division Nord-Ouest                       | Division Nord-Ouest                       |
| Équipe              | Domicile                                  | Extérieur                                 | Équipe                                    | Domicile                                  | Domicile                                  | Extérieur                                 | Extérieur                                 |
| Atlanta             | 120-123 (OT)                              | 123-131                                   | Dallas                                    | 115-119                                   |                                           | 136-140                                   | 110-108                                   |
| Charlotte           | 121-104                                   | 106-113                                   | Houston                                   | 103-91                                    | 121-111                                   | 102-117                                   |                                           |
| Miami               | 111-109                                   | 113-104                                   | Memphis                                   | 87-100                                    | 99-97 (OT)                                | 106-108                                   | 112-99                                    |
| Orlando             | 120-103                                   | 112-122                                   | New Orleans                               | 107-100                                   | 110-106                                   | 114-123                                   | 117-122                                   |
| Washington          | 135-130 (OT)                              | 121-135                                   | San Antonio                               | 128-89                                    | 113-116                                   | 108-112                                   | 98-124                                    |
|                     | 4–1                                       | 1–4                                       |                                           | 6–3                                       | 6–3                                       | 2–7                                       | 2–7                                       |
| Division            | 5–5                                       | 5–5                                       | Division                                  | 8–10                                      | 8–10                                      | 8–10                                      | 8–10                                      |
| Conférence          | 14–16 (Domicile: 9–6; Extérieur: 5–10)    | 14–16 (Domicile: 9–6; Extérieur: 5–10)    | Conférence                                | 22–30 (Domicile: 16–10; Extérieur: 6–20)  | 22–30 (Domicile: 16–10; Extérieur: 6–20)  | 22–30 (Domicile: 16–10; Extérieur: 6–20)  | 22–30 (Domicile: 16–10; Extérieur: 6–20)  |
| Total               | 36–46 (Domicile: 25–16; Extérieur: 11–30) | 36–46 (Domicile: 25–16; Extérieur: 11–30) | 36–46 (Domicile: 25–16; Extérieur: 11–30) | 36–46 (Domicile: 25–16; Extérieur: 11–30) | 36–46 (Domicile: 25–16; Extérieur: 11–30) | 36–46 (Domicile: 25–16; Extérieur: 11–30) | 36–46 (Domicile: 25–16; Extérieur: 11–30) |

## Classements de la saison régulière
| Conférence Ouest | Conférence Ouest                | Conférence Ouest | Conférence Ouest | Conférence Ouest | Conférence Ouest | Conférence Ouest | Conférence Ouest |
| No               | Franchise                       | Vic.             | Def.             | MJ               | V/D              | GB               |                  |
| ---------------- | ------------------------------- | ---------------- | ---------------- | ---------------- | ---------------- | ---------------- | ---------------- |
| 1                | Warriors de Golden State T      | 57               | 25               | 82               | .695             | –                |                  |
| 2                | Nuggets de Denver               | 54               | 28               | 82               | .659             | 3                |                  |
| 3                | Trail Blazers de Portland       | 53               | 29               | 82               | .646             | 4                |                  |
| 4                | Rockets de Houston              | 53               | 29               | 82               | .646             | 4                |                  |
| 5                | Jazz de l'Utah                  | 50               | 32               | 82               | .610             | 7                |                  |
| 6                | Thunder d'Oklahoma City         | 49               | 33               | 82               | .598             | 8                |                  |
| 7                | Spurs de San Antonio            | 48               | 34               | 82               | .585             | 9                |                  |
| 8                | Clippers de Los Angeles         | 48               | 34               | 82               | .585             | 9                |                  |
|                  |                                 |                  |                  |                  |                  |                  |                  |
| 9                | Kings de Sacramento             | 39               | 43               | 82               | .476             | 18               |                  |
| 10               | Lakers de Los Angeles           | 37               | 45               | 82               | .451             | 20               |                  |
| 11               | Timberwolves du Minnesota       | 36               | 46               | 82               | .439             | 21               |                  |
| 12               | Grizzlies de Memphis            | 33               | 49               | 82               | .402             | 24               |                  |
| 13               | Pelicans de La Nouvelle-Orléans | 33               | 49               | 82               | .402             | 24               |                  |
| 14               | Mavericks de Dallas             | 33               | 49               | 82               | .402             | 24               |                  |
| 15               | Suns de Phoenix                 | 19               | 63               | 82               | .232             | 38               |                  |

| Division Nord-Ouest            | V  | D  | MJ | V/D  | GB | Dom   | Ext   | Div  |
| ------------------------------ | -- | -- | -- | ---- | -- | ----- | ----- | ---- |
| Nuggets de Denver (2)          | 54 | 28 | 82 | .659 | –  | 34–7  | 20–21 | 12–4 |
| Trail Blazers de Portland (3)  | 53 | 29 | 82 | .646 | 1  | 32–9  | 21–20 | 6–10 |
| Jazz de l'Utah (5)             | 50 | 32 | 82 | .610 | 4  | 29-12 | 21–20 | 8–8  |
| Thunder d'Oklahoma City (6)    | 49 | 33 | 82 | .598 | 5  | 27–14 | 22–19 | 9–7  |
| Timberwolves du Minnesota (11) | 36 | 44 | 82 | .439 | 18 | 25–16 | 11–30 | 5–11 |

## Effectif

### Effectif actuel
| Timberwolves du Minnesota Effectif actuel                      |    |                        |                        |                      |
| Entraîneur : Ryan Saunders                                     |    |                        |                        |                      |
| Ailier                                                         | 31 | Drapeau des États-Unis | Keita Bates-Diop (R)   | Ohio State           |
| Meneur / Arrière                                               | 8  | Drapeau des États-Unis | Jerryd Bayless         | Arizona              |
| Ailier                                                         | 33 | Drapeau des États-Unis | Robert Covington       | Tennessee State      |
| Arrière / Ailier                                               | 55 | Drapeau de l'Australie | Mitch Creek (R)        | Adelaide 36ers       |
| Ailier                                                         | 9  | /                      | Luol Deng              | Duke                 |
| Pivot                                                          | 5  | Drapeau du Sénégal     | Gorgui Dieng           | Louisville           |
| Ailier fort                                                    | 67 | Drapeau des États-Unis | Taj Gibson             | USC                  |
| Meneur                                                         | 1  | Drapeau des États-Unis | Tyus Jones             | Duke                 |
| Arrière                                                        | 20 | /                      | Josh Okogie (R)        | Georgia Tech         |
| Arrière                                                        | 13 | Drapeau des États-Unis | Cameron Reynolds (R)   | Tulane               |
| Meneur                                                         | 25 | Drapeau des États-Unis | Derrick Rose           | Memphis              |
| Ailier fort                                                    | 36 | Drapeau de la Croatie  | Dario Šarić            | Anadolu Efes         |
| Meneur                                                         | 0  | Drapeau des États-Unis | Jeff Teague            | Wake Forest          |
| Arrière                                                        | 3  | Drapeau des États-Unis | Jared Terrell (R) (TW) | Rhode Island         |
| Ailier fort                                                    | 43 | Drapeau des États-Unis | Anthony Tolliver       | Creighton            |
| Pivot                                                          | 32 | Drapeau des États-Unis | Karl-Anthony Towns (C) | Kentucky             |
| Ailier                                                         | 22 | Drapeau du Canada      | Andrew Wiggins (C)     | Kansas               |
| Arrière / Ailier                                               | 12 | Drapeau des États-Unis | C.J. Williams (TW)     | North Carolina State |
| (C) - Capitaine, (R) - Rookie, (TW) - Two-way contract, Blessé |    |                        |                        |                      |

## Transactions

### Échanges
| 10 novembre 2018 | A Timberwolves du MinnesotaJerryd Bayless Robert Covington Dario Šarić Second tour de draft 2022 | A 76ers de PhiladelphieJimmy Butler Justin Patton |

### Extension de contrat
| Date       | Joueur             | Contrat                            |
| ---------- | ------------------ | ---------------------------------- |
| 23/09/2018 | Karl-Anthony Towns | Contrat de 158 050 000 $ sur 5 ans |

### Joueurs qui re-signent
| Date       | Joueur       | Contrat                          |
| ---------- | ------------ | -------------------------------- |
| 04/07/2017 | Derrick Rose | Contrat de 2 393 887 $ sur 1 an. |

### Options dans les contrats
| Date       | Joueur         | Option                                                                            |
| ---------- | -------------- | --------------------------------------------------------------------------------- |
| 18/06/2018 | Jamal Crawford | Jamal Crawford décline son option joueur de 4 330 000 $ pour la saison 2018-2019. |
| 31/10/2018 | Justin Patton  | Minnesota décline son option d'équipe de 3 117 240 $ pour la saison 2019-2020.    |

### Arrivés

#### Draft
| Date       | Joueur           | Contrat                                                | Provenance                            |
| ---------- | ---------------- | ------------------------------------------------------ | ------------------------------------- |
| 02/07/2018 | Josh Okogie      | Contrat rookie de 11 430 344 $ sur 4 ans.              | Yellow Jackets de Georgia Tech (NCAA) |
| 06/07/2018 | Keita Bates-Diop | Contrat partiellement garanti de 3 919 177 $ sur 3 ans | Buckeyes d'Ohio State (NCAA)          |

#### Agent libre
| Date       | Joueur           | Contrat                                                 | Provenance                |
| ---------- | ---------------- | ------------------------------------------------------- | ------------------------- |
| 09/07/2018 | Anthony Tolliver | Contrat de 5 750 000 $ sur 1 an.                        | Pistons de Détroit        |
| 07/08/2018 | James Nunnally   | Contrat partiellement garanti de 2 937 614 $ sur 2 ans. | Fenerbahçe SK             |
| 10/09/2018 | Luol Deng        | Contrat de 2 393 887 $ sur 1 an.                        | Trail Blazers de Portland |

#### Two-way contract
| Date       | Joueur        | Provenance               |
| ---------- | ------------- | ------------------------ |
| 05/07/2017 | Jared Terrell | Rhode Island Rams (NCAA) |
| 31/07/2017 | C.J. Williams | Clippers de Los Angeles  |

#### Camps d'entraînement
| Date       | Joueur              | Contrat                            | Provenance                    |
| ---------- | ------------------- | ---------------------------------- | ----------------------------- |
| 24/09/2018 | Darius Johnson-Odom | Contrat non garanti de 1 512 601 $ | Guerino Vanoli Basket         |
| 24/29/2018 | Jonathan Stark      | Contrat non garanti de 838,464 $   | Racers de Murray State (NCAA) |
| 13/10/2018 | Canyon Barry        | Contrat non garanti de 838,464 $   | BC ŽS Brno                    |
| 13/10/2018 | William Lee         | Contrat non garanti de 838,464 $   | Blazers de l'UAB (NCAA)       |

### Départs

#### Agents libres
| Date       | Joueur              | Raison départ | Nouvelle équipe ¹     |
| ---------- | ------------------- | ------------- | --------------------- |
| 01/07/2018 | Aaron Brooks        | Agent libre   |                       |
| 21/07/2018 | Nemanja Bjelica     | Agent libre   | Kings de Sacramento   |
| 07/08/2018 | Amile Jefferson     | Agent libre   | Magic d'Orlando       |
| 29/08/2018 | Anthony Brown       | Agent libre   | 76ers de Philadelphie |
| 01/10/2018 | Marcus Georges-Hunt | Agent libre   | Celtics de Boston     |
| 17/10/2018 | Jamal Crawford      | Agent libre   | Suns de Phoenix       |

¹ Il s'agit de l’équipe pour laquelle le joueur a signé après son départ, il a pu entre-temps changer d'équipe ou encore de pays.

#### Joueurs coupés
| Date       | Joueur         | Nouvelle équipe |
| ---------- | -------------- | --------------- |
| 30/06/2018 | Cole Aldrich   | Hawks d'Atlanta |
| 07/01/2019 | James Nunnally |                 |

#### Non retenu après les camps d’entraînements
| Date       | Joueur              |
| ---------- | ------------------- |
| 13/10/2018 | Darius Johnson-Odom |
| 13/10/2018 | Jonathan Stark      |
| 13/10/2018 | Canyon Barry        |
| 13/10/2018 | William Lee         |

### Joueurs "agents libres" à la fin de la saison
| Joueur           | Fin de saison         |
| ---------------- | --------------------- |
| Jerryd Bayless   | Agent libre           |
| Luol Deng        | Agent libre           |
| Taj Gibson       | Agent libre           |
| Tyus Jones       | Agent libre restreint |
| Derrick Rose     | Agent libre           |
| Anthony Tolliver | Agent libre           |

### Options en fin de saison
| Joueur      | Fin de saison  |
| ----------- | -------------- |
| Jeff Teague | Option joueur. |

## Récompenses
| Date       | Joueur             | Récompense                                            |
| ---------- | ------------------ | ----------------------------------------------------- |
| 15 février | Josh Okogie        | ☆ All-Star 2019 - Rising Stars Challenge Team World ☆ |
| 17 février | Karl-Anthony Towns | ☆ All-Star 2019 ☆                                     |